# Kate Brown
Katherine "Kate" Brown (Torrejón de Ardoz, Comunidad de Madrid, España, 21 de junio de 1960) es una política del Partido Demócrata  estadounidense. Fue la 38.ª gobernadora del estado de Oregón, desde 2015 a 2023. Anteriormente sirvió como Secretaria de Estado de Oregón y también  fue miembro de ambas cámaras de la legislatura federal. Asumió el cargo de jefa de gobierno de Oregón después de la dimisión del gobernador John Kitzhaber.
Es la segunda gobernadora del estado, después de Barbara Roberts, así como la primera política abiertamente bisexual en la historia de EE. UU.

## Biografía
Hija de un soldado de la Fuerza Aérea de los Estados Unidos, destinado en España aunque poco después de su nacimiento la familia regresó a Estados Unidos y fue criada en Minnesota. 
En 1978 se graduó en el instituto Mounds Views en Arden Hills, Minnesota. Obtuvo un Bachillerato de Artes y más tarde una Licenciatura en Artes por la Universidad de Colorado en Boulder en 1981 y una Licencitatura en Derecho en la Universidad de Oregón donde se centró en el derecho ambiental en 1985.
Posteriormente, trabajó durante un tiempo como abogada, participó en organizaciones sin fines de lucro y al mismo tiempo se unió al Partido Demócrata.

## Asamblea Legislativa de Oregón (1991 – 2009)
En 1991 fue elegida en la Cámara de Representantes de Oregón, llenando una vacante dejada por Judy Bauman, quién aceptó un puesto ejecutivo. Fue elegida por un segundo periodo antes de ser elegida en el Senado de Oregón, en 1996. Dos años más tarde, fue elegida en el Senado como líder del Partido Demócrata. En 2004, los senadores la eligieron como la primera mujer en servir como líder de mayoría del Senado de Oregón.
En julio de 2007, Kate Brown anunció que dejaría su asiento en el Senado de Oregón para ser candidata a Secretaria de Estado de Oregón en 2008. El 20 de mayo de 2008, ganó la nominación demócrata para Secretaria de Estado; y, el 5 de noviembre ganó la elección general por un 51–46% de margen contra el candidato republicano Rick Dancer.

## Secretaria de Estado de Oregón (2009 – 2015)
Una de las prioridades de Kate Brown como Secretaria de Estado fue la realización de auditorías rigurosas para equilibrar el presupuesto. En 2008, por cada dólar que el Estado gastaba, las auditorías regresaban $8 en ahorros de costos. En 2010, Brown informó que por cada dólar invertido en auditorías, el Estado se ahorraba $64.
En 2009, presentó un proyecto de ley para terminar con el fraude y el abuso en el sistema de democracia directa. Ley que otorgó al Secretario de Estado más poder para perseguir el fraude y reforzar la prohibición constitucional de otorgar dinero por las firmas de las iniciativas.
También implementó el registro de votantes en línea. En marzo de 2010, a un año de la implementación, casi 87.000 oregonianos se había registrado por este medio.
En 2009, el Instituto Aspen nombró a Kate Brown como una de las 24 estrellas en alza de la política estadounidense y la otorgó el Rodel Fellowship, un programa de dos años designado para romper las barreras partisanas y explorar las responsabilidades del liderazgo público y la buena gobernanza.
En 2011, Oregón se convirtió en la primera jurisdicción del país en utilizar esta tecnología para ayudar a los votantes con incapacidades a efectuar su voto. En octubre de 2012, la revista StateTech destacó el uso de Brown tecnologías como el iPad y las tabletas para aumentar la accesibilidad de los votantes. 
En enero de 2015, Kate Brown envió una carta a la Comisión Federal de Comunicaciones en apoyo de la fusión Comcast-Time Warner Cable. La compañía Comcast, que influyó en su escrito, había realizado donaciones a la campaña de Kate Brown por un total de U$S10.000.

## Gobernadora de Oregón (2015–2023)

### Primer mandato: 2015 - 2017
El 13 de febrero de 2015, en medio de un escándalo de corrupción, el gobernador John Kitzhaber anunció su renuncia. Kate Brown le sucedió el 18 de febrero ya que la Constitución de Oregón identifica al Secretario de Estado como el sucesor cuando el gobernador deja el cargo prematuramente.
Nombró a Brian Shipley como su jefe de gabinete, un lobbista de la para Universidad de Ciencia y Salud de Oregón y antiguo jefe de gabinete del gobernador Ted Kulongoski. Jeanne Atkins fue nombrada Secretaria de Estado, asumiendo el 11 de marzo de 2015.
Kate Brown ha sido la segunda mujer gobernadora de Oregón, después de Barbara Roberts, una de las dos gobernadoras mujeres del Partido Demócrata en 2017, la otra Gina Raimondo de Rhode Island.

### Campaña electoral de 2016
Kate Brown se presentó en la elección especial para gobernadora de Oregon de 2016. Se enfrentó a Julian Bell, Chet Chance, Kevin M. Forsythe, Steve Johnson, y Dave Stauffer en la primaria demócrata y ganó la nominación. Para abril de 2016, había recaudado más de U$S800.000 para su campaña, mientras que su competidor demócrata más cercano, Julian Bell, había reunido U$S33.000.
Ganó la elección frente al republicano Bud Pierce, el candidato del Partido Independiente Cliff Thomason, el del Partido Libertario James Foster, y el candidato del Partido de la Constitución Aaron Donald Auer, recibiendo el 51% de los votos.

### Segundo mandato: 2017 - presente
El 9 de enero de 2017,  juró como gobernadora en su segundo mandato, y primer mandato como gobernadora electa.

## Vida personal
Brown vive en Portland, Oregón, con su marido Dan Little. Tiene dos hijastros, Dylan y Jessie. Se identifica como bisexual y es la primera funcionaria de gobierno de su estado abiertamente bisexual y la primera gobernadora abiertamente bisexual.

## Libros
- 2020: “Manual de supervivencia. Chernóbil, una guía para el futuro” (Ed. Capitán Swing, 2020)

## Premios y distinciones
- 1995 Premio "Women of Achievement" de la Comisión por las Mujeres de Oregon.[29]
- 2004 Premio Nacional al Servicio Público Comunitario de la Asociación Estadounidense de Terapeutas de la Salud Mental.[30]
- 2007 Premio al Mérito de Oregon State Bar.[29]
- 2015 Finalista como "Persona del año" de la revista The Advocate.[31]
- Perfiles de Valor de Basic Rights Oregon.[29]